# 太平記 (NHK大河ドラマ)
『太平記』（たいへいき）は、1991年1月6日から12月8日まで放送されたNHK大河ドラマ第29作。主演は真田広之。

## 作品内容と反響
鎌倉時代末期から南北朝時代の動乱期を、室町幕府初代将軍・足利尊氏を主人公に描いた物語。原作は1950年代末から執筆された、吉川英治晩年の小説『私本太平記』。吉川作品の大河ドラマ化は、1965年（昭和40年）の『太閤記』、1972年（昭和47年）の『新・平家物語』以来で、通算3度目となる。
主演の真田は、1987年（昭和62年）の『独眼竜政宗』以来4年ぶりの大河ドラマ出演で、2度目の出演にして主役に抜擢された。脚本は池端俊策と仲倉重郎（後半の一部）が担当しており、共に大河ドラマ初執筆。また番組の終了後に、各回にちなんだ名所旧跡を紹介するコーナー「太平記のふるさと」が設けられた。このコーナーは翌年以降の大河ドラマでも継承され、「◯◯紀行」（「紀行」コーナー）として定着することになる。
原作をもとに、足利尊氏の挙兵から鎌倉幕府滅亡、建武の新政、南北朝動乱を経て尊氏の死までを描く。NHK大河ドラマでは初めて南北朝動乱を本格的に取り上げた作品であるが、全49回のうち中盤の山場となる鎌倉陥落の第22回までが鎌倉時代、南北朝成立の第38回までが建武新政期となる配分で、南北朝時代が描かれたのは最後半の10数回程度であった。
群馬県太田市には武家屋敷のオープンセットが作られ、足利、新田、楠木館のシーンが撮影された。また、栃木県足利市には鎌倉や京都の町並みを再現したオープンセットが作られ、中盤の山場となる第22回「鎌倉炎上」の撮影にも使用された。本作品のために撮影された「火を噴く大道芸人」や「炎上する門」などのシーンは、その後の大河ドラマや『その時歴史が動いた』にも流用されている。足利市伊勢町には観光案内所を兼ねた「太平記館」が放送終了後も残り、撮影で使用された鎧などが展示されている。
本作品の特徴の一つとして、病死する登場人物（足利貞氏、後醍醐天皇、清子、尊氏ら）の最期を直接描くシーンが皆無という点がある。病死の場合、息絶える瞬間を映すことがなく全てナレーションによる説明に留まっている。一方、討死、殺害、自害するシーンは数多くあったが、中には、千種忠顕のようにいつの間にか退場し、台詞で戦死したことに触れられるという人物もあった。劇中で「三木一草がことごとく滅んだ」という台詞はあるが、その中の一人、結城親光は名前だけしか登場しない（父親の結城宗広は登場している）。また中先代の乱を引き起こした北条時行も、同様に名前のみで存在が語られるだけである。
大河ドラマに登場する皇族や公家の言葉遣いは、1988年の『武田信玄』（信玄の正室三条の方とその侍女八重）以降、部分的・断片的に御所言葉が採用されることがあったが、歴代の大河ドラマの中でも皇族や公家が多く登場する本作品では御所言葉ではなく標準語に近い言葉を話し、物腰や語尾などで武士や庶民との違いを表していた。御所言葉は、1998年の『徳川慶喜』以降大河ドラマに定着した。
『太平記』の大河ドラマ化に関しては、1979年度の大河ドラマ企画時にも候補に挙がったが、当時のドラマ部長に「とんでもない」として却下され、次に候補に挙がった『坂の上の雲』も没となって最終的に鎌倉幕府成立前後を描いた『草燃える』となった過去があり、その後も取り上げようとする風潮が幾度かあったものの、皇室が積極的に関与する時代に加えて尊氏が後醍醐天皇を追ったのち北朝の天皇を打ち立てたこと、また歴史的にも極めて難解な権力闘争が繰り返される時期であるため、南北朝・室町時代の大河ドラマ化はタブー視されてきた。しかし、『独眼竜政宗』からの高視聴率連発の勢いが生み出した「視聴率よりも『やりたい企画』を優先する」機運の高まりにより、前作『翔ぶが如く』に続く「やりたい企画」優先の作品としてドラマ化の運びとなった。ただし、「やりたい企画」実現の代償として南朝方の皇族や武将が祀られている諸神社や神社本庁、保守系政治家などへの根回しを慎重に行わざるを得なかった。
平均視聴率は26.0%、最高視聴率は34.6%（関東地区・ビデオリサーチ調べ）。
完全版DVDが2008年に発売されている。

## あらすじ
14世紀初頭、鎌倉幕府は執権の北条高時を内管領の長崎円喜が影で操り専横していた。そんな折、足利高氏は足利家の嫡男として生まれる。成長した高氏は謀反の疑いで幕府に捕縛されるが、義兄の赤橋守時の計らいで釈放される。高氏は赤橋の妹・登子と結婚。帝の側近たちが幕府に一斉検挙され、後醍醐天皇は楠木正成と笠置山で挙兵する。戦いの末、後醍醐天皇は隠岐の島に配流。高氏は正成と出会ったあと倒幕を決意。正成軍との戦いで鎌倉が手薄になったのをみて、高氏は進軍。新田義貞らとともに北条軍を打ち破り、鎌倉幕府は滅亡する。
隠岐を脱出した後醍醐天皇による新政がはじまる。護良親王は高氏を敵視する。高氏は尊氏と名を変え、鎌倉を武家の支配に置きたいと願い出て、公家中心の新政に歯向かう。護良親王を殺害した尊氏は北条軍残党と戦うため征夷大将軍の位を願い出る。尊氏は北条から鎌倉を奪還するが、後醍醐天皇は新田義貞に尊氏追討の軍を出させる。尊氏は新田軍、そして正成と戦う。敗れた正成は自刃、後醍醐天皇は光明天皇に譲位し、叡山に入る。義貞は討ち死にする。
翌年、尊氏は征夷大将軍に任ぜられ足利幕府を開くが、後醍醐天皇の死をきっかけに各地で反乱がおこる。尊氏の弟・直義は高師直と対立。尊氏は師直と組み、直義を失脚させて、幕府の実権を長男の義詮に譲る。直義の養子・直冬が挙兵し、直義とともに尊氏に迫る。直義・直冬軍と尊氏軍の戦いが繰り返され、尊氏は幽閉した直義を毒殺。父の死を聞いた直冬は京に攻め上るが、一色右馬介の決死の説得で兵を引く。3年後の延文3年（1358年）4月、足利尊氏は54年の生涯を閉じる。その後、南北朝は統一され、室町幕府は孫の義満の時代に最盛期を迎えるのだった。

## 登場人物

### 足利一門

#### 足利家
足利尊氏
（足利又太郎→足利高氏→足利尊氏）
演：真田広之（少年期：雨笠利幸）
主人公。足利家当主・貞氏の嫡男で、父の死後は足利家当主。武家官位は治部大輔、鎮守府将軍、左兵衛督を経て権大納言・征夷大将軍に至る。将軍となってからの通称は「大御所（おおごしょ）」。
青年時代にはアクのない「誰からも好かれる」人物として描かれた。建武の新政が始まった中盤以降は、朝敵となったことを恥じて戦いから離れたりするなど、やや屈折も見せた。「英雄というより小さな正義感を頼りに迷いながら生きた人物」として描かれていると評されていた。
若き日に偶然出会った後醍醐帝の高貴で気品ある姿と立ち居振る舞いに圧倒され、深い敬意を抱いた。後醍醐への敬意は後に敵対関係になっても失われる事は無く、崩御の訃報を知った際は深く悼んだ。
武勇に優れ特に馬術、騎射に長ける。征夷大将軍になってからも自ら最前線で戦う勇将だが、晩年背中に受けた矢傷が悪化、衰えていく。
将軍就任後は幕府の実権を弟・直義に委ねていたが、終盤、直義と道を違えて争いやむなく毒殺したことを深く悲しみ、直義の遺体を抱きながら号泣する。そして養父の死を知り復讐の念に燃える庶子直冬との戦いに、衰えた身体で臨む事となる。
赤橋登子
演：沢口靖子
尊氏の正室。赤橋守時の妹。北条一族滅亡後は一族唯一の生き残りとなる。将軍御台所で、通称は「御台様（みだいさま）」。
美貌と聡明さを兼ね備えており、特に聡明さにおいては道誉からも評価されるほどである。一方で義詮を早々に手放してしまった事が屈託になっており、再び同居するようになってからは溺愛した。また兄・守時を立場上見殺しにせざるを得なかった事に悔いを残している。
青年時代の高氏（尊氏）は赤橋家に母・清子の仕組んだ「見合い」によって知り合い、歌のやり取りを通して、登子のことが気に入った。尊氏とは戦などにより離れ離れの生活をすることが多く、またストーリー前半では婚家の足利家と実家の北条家との板挟みとなり、後半では不知哉丸（足利直冬）の存在に心を乱されるも、夫婦仲は良好であった。原作の小説では出番はさほど多くないが、このドラマ版では大幅に出番が増え藤夜叉と並ぶメインヒロインとなった。
足利貞氏
演：緒形拳（少年期：高野八誠）
尊氏の父。当代きっての御家人・足利家の当主として、北条家・幕府側から常に監視される立場にあった。幕府との協調と、源氏の棟梁としてのプライドの板ばさみの中、血気盛んな高氏（尊氏）をなだめながら、密かに天下取りを託していた。倒幕を夢見ながら実現する前に病死した。
上杉清子
演：藤村志保
貞氏の側室であり尊氏・直義の母。正室である金沢貞顕の妹に代わり、貞氏の傍にある。京の上杉家出身で和歌や文学に精通している。忍従する貞氏を支え、天下争乱の渦に巻き込まれてゆく尊氏・直義兄弟を優しく見守る。尊氏の将軍就任後は将軍生母として重んじられ「大方禅尼（おおかたぜんに）」と尊称される。
偶然に不知哉丸（直冬）の存在を知り、これを可愛がったため義詮を推す登子と「嫁姑の争い」を演じる一幕も見られた。
やがて病に倒れ、死の間際まで兄弟の行く末を案じていた。
貞氏の正室
演：横山リエ
金沢貞顕の妹。夫の貞氏とは不仲で、実家の金沢家に戻ってしまう。
足利直義
演：高嶋政伸（少年期：高橋守）
尊氏の弟。室町幕府においては政務の実権を握り「副将軍（ふくしょうぐん）」と称せられる。通称は「三条殿（さんじょうどの）」、後に出家して「慧源（えげん）」と号する。
兄に北条との対決をけしかけるなど、血気盛んな印象が強くなっている一方で潔癖で愚直な人物としての一面も描かれている。兄とは違って合戦の指揮は得手ではなく、政務を自分の生きる道だと思い定めた。刺客を放って護良親王を暗殺するなど冷徹な一面も見せるようになる。
常に兄の傍らにあって支えていたが高師直らの台頭もあって、次第に兄とは道を違えて争うようになる。しかし、派閥争いで分裂同然の状態にあった足利家を一つにしたいという思いは心の片隅に残しており、最後は兄による毒殺を受け入れ、号泣する兄の腕の中で息を引き取る。
直義の妻
演：武藤令子
足利一門の渋川氏の出身。病弱で目立たない存在。
足利義詮
（千寿王→足利義詮）
演：片岡孝太郎（幼年期：稲葉洋介→/少年期：森田祐介）
尊氏と登子の間に生まれた長男で足利家の嫡男。武家官位は左馬頭で通称も「左馬頭（さまのかみ）」。のちの2代将軍。
倒幕時には北条の人質として鎌倉に留められていたが、尊氏が反旗を翻した時に母とともに脱出し、鎌倉攻撃の際には義貞と合流、幼児ながら尊氏の名代として名目上の総大将となった。その後は長く父母と離れて鎌倉府にて諸事にあたっていた。父に呼ばれ上洛してからは、都からの逃亡の際に上皇の身柄確保を失念したり、独断で対立する桃井直常の暗殺を謀ったりするなど迂闊な行動が多く、尊氏や次第に権勢を強める高師直と対照的に、性格も短気で単純な人物として描かれた。
最終回には直冬相手に奮戦し武将として成長した様子が描かれ、衰えた尊氏に代わって政務に励んでいる事が道誉の口から語られる。
足利直冬
（不知哉丸→足利直冬）
演：筒井道隆（少年期：山崎雄一郎）
尊氏の庶長子で後に直義の養子となる。武家官位は左兵衛佐で通称は「佐殿（すけどの）」。
高氏（当時）が藤夜叉と京都で密会した後に生まれた子とされている。戦を嫌い、我が子が武将になることを望まない藤夜叉の気持ちを汲んで、武門から遠ざけようとする父からの処遇に愛情を感じることが出来ずに反感を抱き、武家としての立身出世欲から事あるごとに父に反発し、やがて幼少の頃から目をかけてくれ養子にまでしてくれた叔父の直義と結びつき、尊氏の前に立ちはだかる。直義の毒殺を知るや復讐の念に燃え、尊氏と直接対決するも右馬介の命懸けの説得によって戦意を喪失、いずこともなく去っていった。
直冬の花嫁
演：苑村美月
少弐頼尚の娘。直冬の器量を見込んだ頼尚によって直冬と政略結婚する。
足利家時
演：小形竹松
尊氏の祖父。貞氏の子どもの頃に幕府により切腹させられている。その際、子孫に宛てて「我に代わりて天下を取れ」と幕府打倒の悲願を託した置文を残した。その置文は高氏が足利一門の前で打倒北条の挙兵を表明した場面で高氏自身によって全文が読み上げられた。
光王
演：枝松拓矢
尊氏と登子の間の次男。のちの初代関東公方。父尊氏から蹴鞠の手ほどきを受ける。

#### 高家
高師直
演：柄本明
足利家の執事で、武家官位は武蔵守。一見能面の表情で惚けた雰囲気を見せながらも武勇と知謀に長けた実力者で大きな権勢を振るった。そのことが直義との対立を招き、やがて観応の擾乱を引き起こす。一時は尊氏の暗殺すら企むが、それを知ってもなお自分の事を許してくれた尊氏の度量の大きさに打たれ、かつ自分の卑小さを思い知らされ号泣する。心を入れ替えて生き直そうとするが、上杉能憲らによって襲われ非業の死を遂げる。
高師泰
演：武内伸一郎→塩見三省
師直の兄。師直以上に直情的かつ傲慢な振る舞いを見せる。武家官位は越後守。武勇に長けた猛将で、「神も仏も信じた事はない」と嘯き尊氏への忠誠心もやや薄いなどドライな一面を持つ。師直とともに上杉能憲らに襲われ落命。
高師氏
演：安部徹
足利家の執事。師直の祖父。高氏の祖父家時、父貞氏の代に仕え、家時の切腹を貞氏と共に見届けた。塩屋宗春の一党を小山氏に引き渡すかどうかで足利家が紛糾した際、冷静かつ現実的な意見をもって貞氏を諭した。
高師重
演：辻萬長
足利家の執事。師直の父。高氏の父貞氏に仕え、厚い信頼を得ていた。病に倒れた貞氏が家督を高氏に譲るのに合わせ、自らも執事の座を息子の師直に譲った。
高師行
演：左右田一平
師直の伯父
彦部十郎
演：田口トモロヲ
高師直の配下
二条の君
演：森口瑤子
前関白（二条道平）の妹。高師直の愛人。その正体は南朝方の間者であり、師直に対し尊氏に謀反を起こすようたびたび焚きつける。

#### 足利一族

##### 尊氏配下
一色右馬介
演：大地康雄
北条氏に滅ぼされた吉見一族の残党である塩屋一党の生き残りで、貞氏に密かに匿われ一門にあずけられて養育された。ほぼ全編にわたって尊氏に付き従った側近中の側近。隠密行動に長け「具足師柳斎（ぐそくしりゅうさい）」と名乗って尊氏と義貞を繋ぐ密使を務めたり藤夜叉・直冬母子を見守っていた時期もある。謀反の摘発や鎌倉において義詮の補佐役を務めるなど官僚的な職務もこなす。尊氏に反旗を翻した直冬を説得に赴き、斬られて絶命する。
細川顕氏
演：森次晃嗣
尊氏晩年の側近。細川家当主。武家官位は和泉守。
室町幕府が創設された際の功労者の一人で、征夷大将軍となってからの尊氏を支えた。尊氏が直義と不和になった当初はどちらかといえば直義側であったが、尊氏の器量を感じて情に絆されてからは尊氏に従う。その後は尊氏の側近の一人として観応の擾乱や直義、直冬らの内紛の収拾に尽力、義詮の強力な後ろ盾ともなった。
吉良貞義
演：山内明
足利分家十九家の当主の一人で三河一門の統領。高氏（尊氏）の出陣に備え兵馬を整え領内へ迎える。唐突に北条討ちを告げられ、複雑な思いを抱きながらも宗家への忠誠を誓い承諾する。北条への足利氏としての不満は高氏同様に感じていた。高氏からは「爺（じい）」と呼ばれている。
細川和氏
演：森山潤久
千寿王の補佐役。新田義貞の政治感覚の乏しさを嘲笑し、登子にたしなめられる。
細川頼春
演：芹沢名人
細川師氏
演：松本公成
仁木頼章
演：岩井弘→山本伸吾
仁木義長
演：田城勲
今川範国
演：ドン貫太郎
足利分家十九家の当主の一人で今川家第3代当主。吉良貞義と共に高氏（尊氏）の出陣に備え兵馬を整え領内へ迎える。幕府成立後も側近として尊氏を支える。

##### その他の一族
桃井直常
演：高橋悦史
直義の配下・側近。武家官位は刑部大輔。剛直な性格でズケズケと物を言い、尊氏・直義に対しても遠慮なく直言する。そのため対立する義詮に命を狙われるが、これを逆手にとって室町幕府を揺るがそうと画策。直義亡き後は直冬を守り立てて尊氏に反旗を翻すが直冬が終戦を決意したため不本意ながらもこれを受け入れた。現在の佐渡島に島流しされた。
石塔頼房
演：内山森彦
直義の配下・側近。尊氏・師直軍を打ち破った事に勝ち誇っていたが、その後の評定で尊氏に面罵され評定から退出させられる。
畠山国清
演：久保忠郎

#### 上杉家
上杉憲房
演：藤木悠
清子の兄。尊氏・直義の伯父。
上杉重能
演：谷嶋俊
直義の配下で、尊氏・直義の従兄弟。師直と対立して失脚させられ、師直の放った刺客によって暗殺される。
上杉能憲
演：梶原浩二
重能の養子。養父重能を暗殺した師直・師泰の命を狙う。

#### 足利方武将
佐々木道誉
演：陣内孝則
尊氏の盟友。近江に拠点を構える。官位は佐渡守、検非違使。この時代を象徴する「ばさら大名」の代表格。豪胆かつ奔放な性格をしており、高氏(尊氏）が京都に行った際に花夜叉一座を紹介したり、高氏が侍所で尋問に遭った際に証人として偽の証言をして窮地を救ったり、高氏が倒幕の意思を固めた際にはその説明を受けたりしている。
尊氏と同様に後醍醐天皇に直に接してその人柄と気迫に敬意を抱き、鎌倉幕府打倒に尽力し後醍醐が隠岐から京都へ帰還した際は尊氏と共に東寺で出迎えた。しかし建武の新政の迷走ぶりに失望、尊氏とは違って早々に後醍醐に見切りを付けた。その後は一貫して尊氏による新たな幕府設立に協力、幕府成立後は重臣として重きを成す。
常に華やかな装束を身にまとう洒落者であり、立花や闘茶を嗜む風流人でもある。他からは信用のおけないと評される行動をしていたが、尊氏とは道を違えたことがなく、生涯にわたって尊氏にとっての盟友的存在であり、要所を占める重要人物となっている。諱は、尊氏の改名前と同じく高氏であるため、作中では「佐々木判官（ささきはんがん）」と呼ばれている。
赤松円心
（赤松則村→赤松円心）
演：渡辺哲
尊氏支持の武将。播磨の豪族で白旗城の城主。頭巾を被って大刀を背中に背負い、部下たちが担いだ輿に乗って戦さを指揮するというまるで山賊の頭領のような風体。後醍醐の倒幕に呼応し、六波羅陥落などに功を上げるが、護良親王派であったことから阿野廉子や後醍醐から冷遇されたため新政に失望して離反。己を理解し礼遇してくれた尊氏に従っていくことになる。
尊氏に呼応して白旗城に籠城、ゲリラ戦を展開して新田義貞を翻弄する。九州から帰還した尊氏を出迎える一方、道誉と共に光厳上皇を担ぎ出した事を報告する。
赤松則祐
演：斎藤拓→斎藤志郎
則村の長男。笠置山に立て籠もった後醍醐帝の元に馳せ参じた。
土岐頼遠
演：下元史朗
尊氏支持の武将。粗暴な性格で、酒に酔って光厳上皇に無礼を働き直義によって処刑される。
塩冶高貞
演：峰三太→浅野和之
尊氏の配下で、道誉の遠縁の親類。正室の西台に横恋慕した師直の謀略により謀反の濡れ衣を着せられ自害する。
西台
演：相川恵里
塩冶高貞の妻。しとやかな美女で師直に横恋慕されるがこれをはねつけ、最後は夫と共に自害した。
南重長
演：河原さぶ
尊氏の配下。挙兵以来の古参。
南宗継
演：樫葉武司
尊氏の配下。挙兵以来の古参。
少弐頼尚
演：加地健太郎
尊氏支持の武将。九州の有力豪族で、自分の娘を直冬に嫁がせる。直冬支持派の中心的存在。
阿蘇惟時
演：舟久保信之
九州の有力豪族。直冬支持派。
淵辺義博
演：佐々木敏
直義の配下。直義の密命を受けて、大塔宮を暗殺する。
斎藤利泰
演：伊藤哲哉
直義の配下で側近だったが、将軍尊氏の器量にも敬服し接近を図る。これを直義への裏切りと見た桃井直常の放った刺客によって暗殺される。
大高重成
演：渡辺寛二
直義の配下。挙兵以来の古参。京都に滞在中の高氏（尊氏）を訪ねてきた北畠顕家と弓の腕比べをして敗れる。

### 北朝・持明院統他
光厳天皇
演：園田智章→辻輝猛
持明院統の天皇で、後醍醐帝の隠岐配流に伴い即位、北朝初代天皇として扱われる。後醍醐帝復帰後は上皇となるが不遇の日々を過ごしていた。尊氏によって擁立され北朝の長治天の君となる。しかし土岐頼遠に侮辱されたり合戦の際義詮からその存在を忘れられ置き去りにされるなど、北朝の武将たちからは尊敬されていない。
光明天皇
演：海野義貞
持明院統の天皇。光厳天皇の弟。尊氏によって擁立され北朝最初の天皇（代数では2代目）として即位する。
西園寺公宗
演：長谷川初範
親北条派の公家。関東申次。北条の権勢を笠に着て高氏を邪険に扱う高慢な人物。建武政権成立後は不遇で北条の残党らと組んで後醍醐帝の暗殺を目論むが、右馬介や新田義貞によって阻止される。
勧修寺経顕
演：草薙幸二郎
光厳上皇の側近。尊氏と直義の対立の激化を憂慮した光厳上皇の意を受けて両者の和解を図る。

### 南朝・吉野政権

#### 大覚寺統
後醍醐天皇
演：片岡孝夫
大覚寺統の天皇、第96代。諱は「尊治（たかはる）」。高氏が京都・醍醐寺を訪れた際に偶々天皇に会う。序盤では鷹揚で雅な気品に満ちた君主として描かれ、中盤以降は肖像にも見える髭を生やして野趣な趣きを表し、朝敵討伐に対する執念を見せた。
長年の宿願であった鎌倉幕府の打倒を達成した後は建武政権の最高指導者として君臨し、「公家一統（くげいっとう）」のスローガンの元意欲的に政権を運営していくがその政策は現実とは合わずに頓挫する。
早くから尊氏の人柄と資質を認めており、自らの名の一字を与えて「高氏」から「尊氏」に改名させたほどであったが不本意ながら敵対関係になり吉野に逃れて南朝を興し、足利討伐を遺勅して崩御する。その死を尊氏は深く悼んだ。
阿野廉子
演：原田美枝子
後醍醐の妃、後村上・恒良・成良親王の母。通称は「三位の局（さんみのつぼね）」。元々は礼成門院に仕える上臈女房だったが、後に主人にもまさる寵愛を受けるようになった。
智謀に長けており、目的達成の為なら自ら手を汚す事も辞さない冷徹さを持つ。一方で後醍醐を一途に慕い尽くすという女性らしい一面も持っている。
2度目の討幕に失敗し、隠岐の島へ流罪となった天皇にも同行する。倒幕後は権勢を振るい、我が子を次の天皇にと望んで護良親王派を遠ざけたことが、有力武家の離反や朝廷混乱の一因ともなる。 後醍醐の身を案じる気持ちは強く、一時は尊氏に縋る事も思案するが、足利討伐を託す後醍醐の遺勅に従い、尊氏たちとは敵対の立場を貫く。後醍醐帝亡き後は落飾し、「住劫（じゅこう）」と称する。
護良親王
演：堤大二郎
後醍醐の皇子。通称は「大塔宮（おおとうのみや）」、「宮将軍（みやしょうぐん）」とも呼ばれる。
剛直で血気盛んな気性であり、武家に対する優越意識が強い。廉子とは折り合いが悪く、後の失脚の要因ともなる。殿の法印など身近な側近を重用する一方で自派の有力武将であった赤松円心をあっさりと見捨てるなど、人の上に立つ者としてはやや器量に欠ける。
皇族ながら武勇に優れ、鎌倉幕府打倒に活躍したが、尊氏の力量を認めていたがゆえに事あるごとに敵視し、後醍醐天皇の意志にも反したために疎まれて鎌倉の直義に預けられた。囚われた際は心穏やかに雪景色などを見て国事に奔走中のゆとりが無かった自分を省みるが、時すでに遅く直後に殺害される。
小宰相
演：佐藤恵利
後醍醐天皇の妃。隠岐流刑にも同行し後醍醐の子も身ごもるが、幕府に情報漏えいも行っており、それを後醍醐が知っても許していることを知った廉子が隠岐脱出の際に小舟から真冬の海に突き落として死亡させている。
宗良親王
演：八神徳幸
後醍醐の皇子。
尊良親王
演：新岡義章
後醍醐の皇子。
恒良親王
演：大河原梓
後醍醐の皇子。
成良親王
演：長谷川宙
後村上天皇
（義良親王→後村上天皇）
演：細山田隆人→西垣内佑也→渡辺博貴
後醍醐の皇子、第97代天皇。父帝の崩御後に即位するがまだ若年だったため、南朝の実権は生母の廉子と重臣北畠親房に握られた。

#### 楠木家
楠木正成
演：武田鉄矢
河内の豪族。尊氏の盟友でもあり宿敵でもある。通称は兵衛丞、武家官位は河内守。
自らも鍬を持って農作業に携わるなどほがらかな田舎の土着武士だが、戦の際には、優れたゲリラ戦の手腕を見せる。後醍醐帝に対し尊敬の念を抱き続け、戦略家としての才を持ちながら大の戦嫌いで、事を起こすに慎重な姿勢をとる。尊氏の人柄・器量・立場は理解していた人物であり、尊氏と敵対関係になることを患い厭うていた。
チーフディレクターの佐藤幹夫によれば、当初は高倉健をイメージしたキャスティングを想定していたが、それでは戦前的な英雄的イメージになるということで、高倉とは逆のイメージで「土臭い田舎者みたいな」武田を配した。また、正成のキャスティングが武田に決まると右翼団体からの抗議が相次ぎ、抗議の中には武田の容姿に関するものも含まれていた。プロデューサーの高橋康夫は抗議に対して逆質問で返答し、放送開始後は右翼団体からの連絡は途絶えたという。
久子
演：藤真利子
正成の正室。明朗な性格だが合戦では自ら弓矢を取って戦う気丈な一面を持つ。夫正成の死後はまだ幼い正行の後見を務める。正成と仲違いしていた妹・卯木（花夜叉）の事を気にかけており、両者の和解の橋渡しをした。
楠木正季
演：赤井英和
正成の弟。兄と対照的な、武士らしい武士。鎌倉幕府追討の際は尊氏を味方と据えるも、新政時は真っ先に尊氏を敵視する護良親王に付いて尊氏暗殺を画策するなど、血気盛んかつ短慮な面があり、その点は正成・久子夫婦も悩みの種としていた。劇中では配下などからもっぱら「龍泉寺殿（りゅうせんじどの）」という通称で呼ばれ、プロボクサー出身の赤井のキャラを活かして敵兵をパンチングで倒す演出もあった。千早城に忍び込んだましらの石も一発殴られている。
和田五郎
演：桜金造
楠木正成の配下。湊川の戦いで戦死せずに生き残った数少ない家臣。
楠木正行
（多聞丸→楠木正行）
演：北代隼人→加藤盛大→中村繁之
正成の長男。久子と共に京に居る父・正成を訪ねようととして道に迷い、足利尊氏に身柄を保護された事がある。その際尊氏と直接の面識を持った。
湊川の戦いの直前まで、正成たちと行動を共にしていたが、正成からこの戦自体が不覚の戦であり勝ち目がなく、二つとない命を父と共に失うことを望んでいないこと、大人になったら自分の命をいかようにでも使うよう諭され帰郷する。その後は南朝方の武将として戦いに身を投じるが四条畷の戦いで戦死する。
恩智左近
演：瀬川哲也
正成に仕える古参の老臣。正成と共に苦難を共にする。楠木家の執事として家臣団のまとめ役を務める。飄々とした人柄で、正成と運命を共にする際もそれは変わらなかった。
神宮寺正房
演：でんでん
楠木正成の配下。

#### 新田家
新田義貞
（新田小太郎→新田義貞）
演：萩原健一→根津甚八（少年期：近藤大基）
尊氏の盟友で宿敵。武家官位は左中将。
新田家は足利家と並ぶ源氏の嫡流だがその勢力は足利家に遥かに劣り、それが鬱屈ともなっている。鎌倉幕府の御家人であったが、少年の頃より北条氏に反感を抱いていた。倒幕戦争では高氏と行動を共にしたものの、尊氏が後醍醐天皇に背くと、朝廷側の総大将として尊氏と敵対することになるが、尊氏個人には友・好敵手としての感情も最期まで持っていた。
政略の才に乏しく武勇一辺倒の、誇り高いが良くも悪くも愚直で素朴な坂東武者として描かれる。
当初は萩原健一が演じたが真珠腫性中耳炎を患って途中降板し、根津甚八に交代した。
勾当内侍
演：宮崎萬純
新田義貞の恋人。宮中で名高い美女。
元は後醍醐天皇の愛妾で後醍醐と別れた後も忘れる事が出来ず、言い寄ってくる男たちを相手にしなかったため「石木の如き女子」と評されていた。義貞に強く想われ、その実直さに惹かれ恋人となる。
岩松経家
演：赤塚真人
新田一族の武将。足利一族とも縁があり、義貞と高氏との間を取り持つパイプ役を担当する。義貞の決起の際にはそれを支えた。
建武政権に参加するもその在り様に失望、義貞に皮肉交じりに思いを語る。その後中先代の乱で戦死した事が語られる。
脇屋義助
演：石原良純
義貞の弟。義貞の倒幕挙兵前後から付き従う古参である。兄とは異なり尊氏を脅威とみなして敵視しているほか、公家に対しても内心では不信感を持っている。実直に過ぎる兄の姿勢に苛立ちを隠せず、不満をぶつける事もある。
保子
演：あめくみちこ
義貞の正室。夫に手縫いの直垂を差し入れるために鎌倉を訪れる。夫の活躍を素直に喜んでおり、将軍就任を期待している。
船田入道
演：花王おさむ
義貞の執事
新田氏義
演: 河合隆司
三木俊連
演: 大関正義
堀口貞満
演：門田俊一
義貞の家臣。義貞に無断で比叡山から退去しようとする後醍醐帝の態度に激怒し、身分も顧みずに猛烈に抗議する。

#### 南朝方公家・武将
北畠親房
演：近藤正臣
後醍醐側近の長の公家。学問の家の当主である事を自負しているが、自身も積極的に戦場へ赴くなど武闘派である。尊氏の力量も認めるなど、他の公家とは一線を画す姿勢を見せる。後醍醐に対して批判的な面もありながら、共に朝廷政治の顕現を目指した。後醍醐亡き後も南朝の重鎮として尽力し、巧みな知略で尊氏を悩ませる。官位は大納言で「亜相（あしょう）」という唐名が通称。
日野俊基
演：榎木孝明
後醍醐の側近。倒幕計画の中心人物。山伏に姿を変えて諸国を旅する途中、高氏と出会い、鎌倉に不満を抱える高氏（尊氏）に京の素晴らしさを説く。京でも高氏と会い、その後の高氏の思想・行動に大きな影響を与えた。幕府への謀反で捕らえられ処刑されるが、その前に石に会っており、幕府が倒されたら自身の所領を渡すと書付を贈る。
北畠顕家
演：後藤久美子
親房の長男。弓の名手で、公家でありながら卓越した軍事能力を持った美少年。尊氏に対しても「道理を弁えた人物」と評していたが、後醍醐と父に対する尊敬の念と公家一統を守る考えは一貫して変わっていなかった。しかし新田義貞との連携を欠いたため、第39回に武運尽きて摂津の天王寺・石津の合戦にて飛んできた矢が刺さり、負傷。誰にも分からない森へ逃げ、自害する。
男性の顕家の役に女性の後藤を配したのは、キャスティング会議でのプロデューサーの高橋康夫の「男でもなくてもいいかな」という一言を受けたチーフディレクターの佐藤幹夫の提案。高橋から出演の打診を受けたオスカープロモーションは、「面白がって引き受けてくれた」とのこと。
千種忠顕
演：本木雅弘
後醍醐の側近。近臣として常に傍らにあり、後醍醐からの信頼は厚い。隠岐配流などの苦境でも行動をともにしている。有能な一方で武家は戦だけすれば良いという考えの持ち主でもある。しかし、武運つたなくやがて戦死する。
名和長年
演：小松方正
伯耆国の武将。倒幕の後半、後醍醐帝を船上山へ招く武将というよりは豪商と呼ぶに似つかわしい派手な装いと老獪な振る舞いを見せる。帝を崇め、心から忠誠を誓おうとした楠木正成と異なり、損得感情で帝に従うような打算的な人物。倒幕後は楠木と共に一介の土豪から廷臣に成り上がり、南朝方の重鎮として重きをなす。護良親王の捕縛に際しては中心人物となる。湊川合戦で勢いづいた足利勢が京へ進軍してくると、その防衛線上で奮戦するも雑兵の手にかかり戦死する。
四条隆資
演：井上倫宏
後醍醐の側近。武家を終始見下した公卿。
文観
演：麿赤兒
僧侶・後醍醐の側近。高氏が京の寺で偶然にも帝と遭遇する場面に居合わせた。帝がその際詠んでいた和歌は文観が所望したものである。一癖ある存在感を見せ、後醍醐帝崩御の後も南朝方の武士団を結集させ足利に対し報復の機会を狙いつづける執念を見せた。
万里小路藤房
演：大和田獏
後醍醐の側近。後醍醐帝の勅使として楠木正成を訪ね、挙兵を促した。
坊門清忠
演：藤木孝
後醍醐の側近。初期は冷静で聡明な発言もするが、次第に傲慢さが目立つようになる。楠木正成を讒言したり、保身を謀って敗戦の責任を新田義貞に押しつけるなど、己の私利私欲で意見を都合よく変える腐敗した公卿の本性を現す。
吉田定房
演：垂水悟郎
後醍醐の側近。後醍醐帝の側近であり乳父。正中の変では逸る帝を諭し、元弘の変においては日野俊基らの謀反を鎌倉幕府に密告した。
一条行房
演：相原幸典
後醍醐の側近。
日野資朝
演：佐藤文裕
後醍醐の側近。鎌倉幕府に捕えられ処刑される。
日野資名
演：須永慶
後醍醐の側近。後に北朝方に付く。
万里小路宣房
演：新井量大
後醍醐の側近。
万里小路季房
演：渕野俊太→滝沢英行
後醍醐の側近。
結城宗広
演：中山正幻
南奥州の武将。顕家に従う老将。
二条道平
演：宮本充
後醍醐の側近。
洞院公賢
演：山崎豊
後醍醐の側近。後に北朝方に付く。
洞院実世
演：森松條次
後醍醐の側近。
土岐頼兼
演：田辺年秋
美濃国の武将、土岐頼遠の弟。日野俊基に勧誘され倒幕の謀議に参加するが、幕府の兵に討たれる（正中の変）。

### 鎌倉幕府

#### 北条一族
北条高時
演：片岡鶴太郎
北条一族の長・第9代得宗。第14代執権。尊称は「太守（たいしゅ）」。腐敗する幕府・北条家の象徴であり、闘犬と田楽にうつつを抜かす暗君。御内人の長崎円喜・高資の専横に幕府をかき乱される事に心を痛めて、円喜暗殺を目論むが失敗に終わり、執権職を退く。
偉大な祖父・時宗や父・貞時と比べて、自分が執権に相応しい人間ではないと思い、自虐的な想いを持っていたことを吐露する場面があり、新田軍が鎌倉に迫った折には、最後の戦いに赴く守時の真意を見抜いて擁護して送り出す。また問題を解決に導く力はないが、長崎親子や評定衆よりも冷静に状況判断することも多いなど、単純に暗君として片付けることができない一面も描かれている。
お笑い芸人として人気を博していた片岡鶴太郎の役者としての出世作であり、性格俳優へと転身するきっかけとなった。
赤橋守時
演：勝野洋
北条一族赤橋流。第16代執権。尊氏の義兄。
尊氏の正室・登子の兄。辞任した貞顕に代わり第16代執権に就任する。しかし実権は先代同様、長崎父子ら御内人によって牛耳られており、傀儡に過ぎなかった。高氏の理解者として描かれ、高氏の倒幕の意思を悟りながら黙認していたのではないかという行動をしばしば起こす。義弟が謀反を起こしたことで周囲に白眼視され蟄居を命じられるも、大船方面に迫ってきた新田軍への防衛戦に向かうことを自ら志願し、壮烈な戦いを仕掛ける。北条家の出自である立場上、尊氏たちと敵対関係になったが、個人的には高氏ら倒幕側に付きたい思いも抱いていた。
金沢貞顕
演：児玉清
貞氏の正室の兄。尊氏の義理の伯父。第12代連署。高時の執権辞職を受けて長崎派・金沢貞顕が嘉暦元（1326）年3月に第15代執権となるが、高時の母・覚海尼の剣幕に恐れをなして1ヶ月後に辞任する。足利貞氏と親しく、足利家の立場を理解し、北条家と足利家の争いを避けようと奮闘する一方で、時には長崎円喜以上に足利家の離反を警戒し、足利家の京都出陣には猛反対した。一族の滅亡時には子の貞将に介錯をさせた。
覚海尼
演：沢たまき
高時の母。北条貞時の正室である未亡人。幕府の重臣たちも一目置く実力者。厳格で口うるさく、高時からは煙たがられている。
円喜暗殺の失敗から次第に屈折してゆく息子に代わり、幕政に深く関与してゆく。東勝寺に篭もる高時に春渓尼を派遣し、見苦しくない最期を遂げるように申し渡す。
顕子
演：小田茜
高時の愛妾。童女の姿をしている。セリフがほとんど無いのが特徴。
とある御家人の娘で、父は六波羅陥落の際に戦死する。高時に手塩に掛けて育てられ、彼に対し従順である。東勝寺にて高時のすぐあとを追って自刃する。
局
演：深浦加奈子
高時亭にて顕子や他の局らとともに六波羅の最期の有様を記した手紙を読み泣く。
春渓尼
演：木村夏江
覚海尼の侍女。覚海尼の名代で東勝寺に篭もる高時を見舞い、北条家の最期に立ち会った。
金沢貞冬
演：香川耕二
北条一族。貞顕の子。
金沢貞将
演：久野真平
北条一族。貞顕の嫡男。父の介錯をした直後に後を追って自刃する。
大仏貞直
演：山中康司
北条一族。
大仏高直
演：河西健司
北条一族。鎌倉陥落後も生き残った数少ない北条一族の一人で、二階堂道蘊と共に建武政権に参加する。寄り合いにおいて脇屋義助と口論となる。
北条茂時
演：神谷まさひろ
北条一族。第14代連署。
北条泰家
演：緑川誠
北条一族。高時の弟。鎌倉幕府崩壊後も生き延び潜伏していた。西園寺公宗らと組んで後醍醐帝の暗殺を目論むが挫折、逃亡する。
北条仲時
演：段田安則→刀坂悟
北条一族。六波羅探題北方。六波羅に避難してきた西園寺公宗らに別の場所に落ち延びるように進言する。
北条時益
演：世古陽丸
北条一族。六波羅探題南方。
北条範貞
演：鶴田忍
北条一族。
名越高家
演：小山昌幸
北条一族。

#### 鎌倉幕府将軍・御家人・御内人
長崎円喜
演：フランキー堺
先代の北条家内管領。実名は「高綱（たかつな）」で、「円喜」は法名。
末期の鎌倉幕府における実質的な最高権力者であり、専横を極めていた。しかし、北条とは一蓮托生と思っており、自身の権勢を維持しつつも、北条と幕府を護るために反対勢力や不穏分子に対しさまざまな策謀を巡らし排除を図っている。一方で新田軍に鎌倉を攻撃される際、逃亡して再起を図ることを促す金沢貞顕の言葉を退け、最後まで鎌倉にとどまって戦う意思を示すという鎌倉武士らしい一面も見せている。北条一族・郎党の最期を見届けた後、自らも壮絶な切腹を遂げた。
長崎高資
演：西岡徳馬
円喜の長男。高時の内管領 。父以上に幕府内で専横を極め、幕政を混乱させる。収賄事件を起こして父円喜から叱責されるなど、やや脇が甘いところがある。鎌倉攻防戦では防備側の陣頭指揮を執るが流れ矢に当たって重傷を負い、円喜の元に送られるものの自刃する。
守邦親王
演：吉川英資
鎌倉幕府9代将軍。名目上は幕府の最高位だが、実権は北条高時や長崎円喜に握られており傀儡的な存在だった。
二階堂道蘊
演：北九州男
幕府政所執事。実務能力の高さを買われて建武政権にも参加する。
宍戸知家
演：六平直政
有力御家人の嫡子として、将軍御座所で将軍に仕えていた若き日の高氏の同僚。当時の北条一族の支配の下、鬱々としていた御家人の不満を代弁するかのような発言をたびたびもらす。高氏とは仲良く付き合う。鎌倉の街の道端で京に向けて出発する高氏とその軍勢を市女笠姿の女子とともに見送っている。
土肥佐渡前司
演：大塚周夫
鎌倉軍の武士。楠木正成探索の任にあたる。
塩屋宗春
演：織本順吉
吉見残党の頭領。嘉元（1305）年・北条に謀反した吉見孫太郎の残党10数名を率い小山下野守軍2000騎余から逃げに逃げて下野国・足利荘に転がり込む。貞氏の「吉見残党を門外に送り出す」との意を受け門外の小山軍に突撃することを決意。「足利の方々、塩屋宗春の世の常ならぬ合戦、見置いて人に語るべし」と貞氏らに告げ小山勢に突撃して行く。
安達泰盛
演：加賀邦男
北条家外戚、有力御家人。高時の生母の覚海尼は甥の娘にあたる。
第1回冒頭・弘安8（1285）年11月17日に北条の手先に粛清される（霜月の乱）。
安達宗景/安達盛宗
演：町田幸夫/笠井心
安達泰盛の息子。父と共に粛清される。
田舎武士
演：榎木兵衛
楠木討伐の為に動員されたとある田舎の御家人。戦意は薄く、かつ合戦の費用が全て自腹である事を仲間の御家人相手にボヤいていたところ、具足師柳斎から後醍醐帝の隠岐脱出の報を聞かされ驚く。

### 花夜叉一座
花夜叉
演：樋口可南子
猿楽一座の座長。実は楠木正成の妹であり名は「卯木（うつぎ）」。武家に生まれたものの、武門のあり方に疑問を抱き猿楽舞（さるがくまい）と駆け落ちしている。一座ごと道誉の庇護を受けており、猿楽を演じつつ道誉のために諜報活動に従事、また兄正成や高氏の危機を救った事もある。後に猿楽舞の名手である服部元成と結婚、息子の清次を産み育てる。兄・正成が亡くなって十数年後に尊氏と再会、正成を討ってしまったことを詫び、戦を止められずに苦悩する尊氏を責めることなく温かく励ました。
藤夜叉
演：宮沢りえ （少女期：尾羽智加子）
花夜叉一座の一員。登子と並ぶ本作のメインヒロイン。
石と同様に孤児であり花夜叉に拾われ育てられる。美貌の白拍子で、高氏と一夜を共にし妊娠するが鎌倉を発ち伊賀に赴いて不知哉丸（直冬）を産む。高氏との身分の差に配慮して女手一つで不知哉丸を育てる。石からの恋心には気付きつつもあくまでも兄としてしか見ない一方で、高氏への思慕の情を抱き続けた。
尊氏と別れた後は不知哉丸を連れて伊賀、京と住む場所を転々としていたが、尊氏・右馬介の配慮により石や不知哉丸と共に美濃に移住するも、石と当地の目代の衝突に巻き込まれ悲劇的な最期を遂げる。
猿（ましら）の石
演：柳葉敏郎（少年期：高山良）
花夜叉一座の一員。元々美濃の住人。孤児となったところを花夜叉に拾われ、藤夜叉の兄として育てられるが、藤夜叉には密かに恋心を抱いている。子供の頃に足利一党に村を荒らされ親を殺された体験から足利家を憎み、京都に上る途中の高氏に対決を挑んだりした。後には楠木正成の赤坂・千早城攻防戦にも参陣するなど、要所で顔を出してくる。また、建武新政後は故郷美濃のとある村の代官となり、派遣された目代の横暴に立ち向かうなど、新政の混乱・人心の離反を象徴する存在としても描かれる。
藤夜叉の死後は花夜叉一座へ戻り、「藤夜叉の顔を面に彫っておきたい」と能面師への道を歩み始めるとともに、清子に説得され、不知哉丸を手放す。足利家に対する憎しみは最後まで消えなかったが、藤夜叉を通して尊氏個人には悪口雑言を浴びせつつも、その人物としての器量は最終的に認めていた部分も描かれている。
乙夜叉
演：中島啓江
花夜叉一座の一員
木斎
演：丹治靖之
花夜叉一座の一員
歌夜叉
演：平吉佐千子
花夜叉一座の一員
大男
演：ストロング金剛
花夜叉一座の一員
小男
演：Mr.オクレ
花夜叉一座の一員
猿回し
演：佐藤信一
花夜叉一座の一員
子夜叉
演：楠野紋子
花夜叉一座の一員
服部元成
演：深水三章
石が戻った花夜叉一座の新しい猿楽舞の名手。花夜叉と結婚し、一子清次をもうける。
服部清次
演：西岡秀記
花夜叉の息子。後の観阿弥。

### その他
夢窓疎石
演：田武謙三
当代随一の高僧で「国師（こくし）」の称号を持つ。失脚し出家した直義の身柄を預かっている。
妙吉
演：白川俊輔
第44回に登場。直義派の破戒僧。高師直が攻めてくる報に驚き逃亡した。
吉次
演：豊川悦司
花夜叉一座の新入りの団員で実は伊賀の刺客。高時が主催する高氏と登子の祝いの宴で演目を演じる際、長崎円喜暗殺の話を石にもちかけるが、円喜に悟られて暗殺は失敗する。
殿の法印
演：大林丈史
大塔宮の側近の僧。文観にいきなり斬りかかったり、不甲斐ない部下たちを杖で散々に殴打したりするなど気性の荒い人物。宮の意向を忖度して楠木正季を唆し尊氏暗殺を企てるなど参謀として暗躍する。宮の失脚と共に表舞台から姿を消した。
権ノ大夫
演：大矢兼臣
宮中の官吏で、諱は「在房（ありふさ）」。大塔宮を逮捕する名和長年の計画の協力者で、大塔宮をおびき出す役割を演じた。
家人
演：太平サブロー
第26回に出演。日野俊基の言伝を持って和泉を訪れた石を追い返す。
石の家来
演：大阪百万円
聖尋
演：幸田宗丸
後醍醐帝の笠置山籠城に加わった奈良の高僧。楠木正成とは多少の面識があるようで、正成へ勅使を派遣して挙兵を催促するように帝に進言する。
魚売り
演：サード長嶋
木助
演：奥村公延
ましらの石が代官となった村の農民で、藤夜叉が武士に斬られて重傷を負うのを薬草で応急処置するも回復は難しく、近隣に駐屯した足利軍に行って「華陀の術」を持った医師に助けを請うよう、石に進言する。
物売り
演：谷津勲
鎌倉の庶民。通り掛かった高氏や民衆らとともに時宗の僧の一行が鎌倉に入ってくる様子を見ている。
時宗の僧
演：小池榮
引き連れていた信徒らが円喜一行の先払いの侍に斬りつけられるが高氏に助けられる。鎌倉の街の道端で京に向けて出発する高氏とその軍勢を尼とともに見送っている。
武将
演：大杉漣
35回に出演。義貞の陣に義助の敗走を伝えに来る。
侍女
演：常盤貴子
48回・最終回に出演。尊氏・登子夫妻に仕えている。

## スタッフ
- 原作：吉川英治（『私本太平記』より）
- 脚本：池端俊策、仲倉重郎
- 音楽：三枝成彰
- 語り（本編・太平記のふるさと）：山根基世
- 語り（アバンタイトル）：石澤典夫、石野倬
- 演奏：Cカンパニー
- テーマ音楽演奏：NHK交響楽団
- テーマ音楽指揮：大友直人
- 監修：永原慶二、尾崎秀樹
- 風俗考証：鈴木敬三
- 建築考証：平井聖
- 衣装考証：小泉清子
- 殺陣・武術指導：林邦史朗
- 芸能考証：野村耕介
- 所作指導：猿若清方、猿若清三郎
- 馬術指導：日馬伸
- 文書考証：白井孝昌
- 美術コーディネート：上野慶三郎
- 舞楽指導：芝祐靖
- 題字：大鹿洋江
- 協力：栃木県足利市、群馬県太田市
- 制作：高橋康夫、一柳邦久
- 演出：佐藤幹夫、門脇正美、田中賢二、榎戸崇泰、峰島総生、竹林淳、尾崎充信

## 放送
特記が無い限りNHKクロニクルのNHK番組表ヒストリーで確認。

### 通常放送時間
- NHK総合テレビジョン：毎週日曜 20:00 - 20:45
- NHK衛星第2テレビジョン：毎週日曜 21:15 - 22:00[13]
- （再放送）NHK総合テレビジョン：毎週土曜 13:05 - 13:50[13]

### 放送日程
- 第1回は30分延長。
- 第14回は20時から統一地方選挙開票速報を放送するため45分繰り上げ。
- 最終回は40分繰り上げかつ40分拡大。

| 放送回                                                     | 放送日   | 題               | 脚本     | 演出              | 太平記のふるさと                                        | 視聴率 |
| ---------------------------------------------------------- | -------- | ---------------- | -------- | ----------------- | ------------------------------------------------------- | ------ |
| 第1回                                                      | 01月06日 | 父と子           | 池端俊策 | 佐藤幹夫          | 京都府・綾部市                                          | 34.6%  |
| 第2回                                                      | 01月13日 | 芽生え           | 池端俊策 | 佐藤幹夫          | 栃木県・足利市                                          | 34.3%  |
| 第3回                                                      | 01月20日 | 風雲児           | 池端俊策 | 佐藤幹夫          | 群馬県・太田市                                          | 33.0%  |
| 第4回                                                      | 01月27日 | 帝 ご謀反        | 池端俊策 | 田中賢二          | 滋賀県・伊吹山麓                                        | 31.0%  |
| 第5回                                                      | 02月03日 | 危うし足利家     | 池端俊策 | 田中賢二          | 神奈川県・鎌倉市                                        | 28.9%  |
| 第6回                                                      | 02月10日 | 楠木登場         | 池端俊策 | 佐藤幹夫          | 大阪・南河内                                            | 30.2%  |
| 第7回                                                      | 02月17日 | 悲恋             | 池端俊策 | 榎戸崇泰 佐藤幹夫 | 吉川英治記念館 （東京都・青梅市）                       | 33.1%  |
| 第8回                                                      | 02月24日 | 妖霊星           | 池端俊策 | 佐藤幹夫          | 三重県・名張市                                          | 32.5%  |
| 第9回                                                      | 03月03日 | 宿命の子         | 池端俊策 | 田中賢二          | 比叡山                                                  | 32.1%  |
| 第10回                                                     | 03月10日 | 帝の挙兵         | 池端俊策 | 田中賢二          | 京都府・笠置山                                          | 30.5%  |
| 第11回                                                     | 03月17日 | 楠木立つ         | 池端俊策 | 榎戸崇泰          | 京都御所                                                | 30.2%  |
| 第12回                                                     | 03月24日 | 笠置落城         | 池端俊策 | 峰島総生          | 横浜市・金沢文庫                                        | 31.6%  |
| 第13回                                                     | 03月31日 | 攻防赤坂城       | 池端俊策 | 榎戸崇泰          | 坂東武者（栃木県）                                      | 25.5%  |
| 第14回                                                     | 04月07日 | 秋霧             | 池端俊策 | 佐藤幹夫          | 奈良県･吉野                                             | 19.9%  |
| 第15回                                                     | 04月14日 | 高氏と正成       | 池端俊策 | 佐藤幹夫          | 鎌倉                                                    | 25.0%  |
| 第16回                                                     | 04月21日 | 隠岐配流         | 池端俊策 | 田中賢二          | 美作（岡山県）                                          | 24.3%  |
| 第17回                                                     | 04月28日 | 決断の時         | 池端俊策 | 榎戸崇泰          | 隠岐（島根県）                                          | 22.0%  |
| 第18回                                                     | 05月05日 | 帝の脱出         | 池端俊策 | 榎戸崇泰          | 鳥取県・名和町（現・大山町）/赤碕町（現・琴浦町）       | 21.7%  |
| 第19回                                                     | 05月12日 | 人質             | 池端俊策 | 佐藤幹夫          | 大阪府・千早赤阪村                                      | 29.2%  |
| 第20回                                                     | 05月19日 | 足利決起         | 池端俊策 | 佐藤幹夫          | 京都府・亀岡市                                          | 27.7%  |
| 第21回                                                     | 05月26日 | 京都攻略         | 池端俊策 | 榎戸崇泰          | 武蔵野・鎌倉街道                                        | 27.5%  |
| 第22回                                                     | 06月02日 | 鎌倉炎上         | 池端俊策 | 佐藤幹夫          | 鎌倉                                                    | 27.5%  |
| 第23回                                                     | 06月09日 | 凱旋             | 仲倉重郎 | 峰島総生          | 熊本県・菊池市                                          | 24.6%  |
| 第24回                                                     | 06月16日 | 新政             | 仲倉重郎 | 榎戸崇泰          | 群馬県・新田町                                          | 22.9%  |
| 第25回                                                     | 06月23日 | 足利尊氏         | 仲倉重郎 | 竹林淳            | 奈良県・平群町                                          | 22.3%  |
| 第26回                                                     | 06月30日 | 恩賞の波紋       | 仲倉重郎 | 佐藤幹夫          | 兵庫県・上郡町                                          | 24.8%  |
| 第27回                                                     | 07月07日 | 公家か武家か     | 池端俊策 | 榎戸崇泰          | 鳥取県・中山町（現・大山町）                            | 24.6%  |
| 第28回                                                     | 07月14日 | 開戦前夜         | 池端俊策 | 佐藤幹夫          | 宮城県・多賀城市                                        | 22.9%  |
| 第29回                                                     | 07月21日 | 大塔宮逮捕       | 池端俊策 | 峰島総生          | 三重県･美杉村                                           | 22.2%  |
| 第30回                                                     | 07月28日 | 悲劇の皇子       | 池端俊策 | 田中賢二          | 神奈川県・鎌倉市                                        | 22.4%  |
| 第31回                                                     | 08月04日 | 尊氏叛く         | 池端俊策 | 門脇正美          | 福島県･白河市                                           | 21.8%  |
| 第32回                                                     | 08月11日 | 藤夜叉死す       | 池端俊策 | 榎戸崇泰          | 徳島県･那賀川町（現・阿南市）                           | 22.0%  |
| 第33回                                                     | 08月18日 | 千寿王と不知哉丸 | 池端俊策 | 佐藤幹夫          | 三重県･津市                                             | 21.5%  |
| 第34回                                                     | 08月25日 | 尊氏追討         | 池端俊策 | 門脇正美          | 静岡県・小山町                                          | 24.7%  |
| 第35回                                                     | 09月01日 | 大逆転           | 池端俊策 | 榎戸崇泰          | 福岡県                                                  | 23.4%  |
| 第36回                                                     | 09月08日 | 湊川の決戦       | 池端俊策 | 田中賢二          | 広島県・尾道市                                          | 27.6%  |
| 第37回                                                     | 09月15日 | 正成自刃         | 仲倉重郎 | 佐藤幹夫          | 大分県・国東町（現・国東市）                            | 24.6%  |
| 第38回                                                     | 09月22日 | 一天両帝         | 仲倉重郎 | 門脇正美          | 福島県・霊山町（現・伊達市）                            | 25.7%  |
| 第39回                                                     | 09月29日 | 顕家散る         | 池端俊策 | 尾崎充信          | 大阪市・阿倍野                                          | 26.2%  |
| 第40回                                                     | 10月06日 | 義貞の最期       | 池端俊策 | 田中賢二          | 福井市 /丸岡町（現・坂井市）                            | 22.9%  |
| 第41回                                                     | 10月13日 | 帝崩御           | 池端俊策 | 田中賢二          | 東寺                                                    | 19.9%  |
| 第42回                                                     | 10月20日 | 母の遺言         | 池端俊策 | 尾崎充信          | 茨城県・関城町 (現・筑西市）                            | 20.8%  |
| 第43回                                                     | 10月27日 | 足利家の内紛     | 仲倉重郎 | 榎戸崇泰          | 奈良県・西吉野村（現・五條市）                          | 25.3%  |
| 第44回                                                     | 11月03日 | 下剋上           | 池端俊策 | 佐藤幹夫          | 愛知県・西尾市一色町                                    | 22.0%  |
| 第45回                                                     | 11月10日 | 政変             | 池端俊策 | 田中賢二          | 栃木県・喜連川町（現・さくら市）                        | 24.2%  |
| 第46回                                                     | 11月17日 | 兄弟の絆         | 仲倉重郎 | 榎戸崇泰          | 京都市・常照皇寺                                        | 22.8%  |
| 第47回                                                     | 11月24日 | 将軍の敗北       | 仲倉重郎 | 竹林淳            | 兵庫県・山南町（現.丹波市）・石龕寺/滝野町（現.加東市） | 26.0%  |
| 第48回                                                     | 12月01日 | 果てしなき戦い   | 池端俊策 | 田中賢二          | 静岡県・清水市（現.静岡市清水区）                       | 23.0%  |
| 最終回                                                     | 12月08日 | 尊氏の死         | 池端俊策 | 佐藤幹夫          | 等持院                                                  | 24.6%  |
| 平均視聴率 26.0%（視聴率は関東地区・ビデオリサーチ社調べ） |          |                  |          |                   |                                                         |        |

### 総集編
| 放送回                 | 放送日         | 題         | 放送時間      |
| ---------------------- | -------------- | ---------- | ------------- |
| 太平記スペシャル第一部 | 1991年12月22日 | 青春       | 19:25 - 20:45 |
| 太平記スペシャル第二部 | 1991年12月23日 | 倒幕       | 19:20 - 21:20 |
| 太平記スペシャル第三部 | 1991年12月24日 | 建武の新政 | 19:30 - 20:40 |
| 太平記スペシャル第四部 | 1991年12月25日 | 南北朝動乱 | 19:30 - 20:40 |

### 再放送
2020年4月5日より2021年3月7日まで、NHK BSプレミアムで毎週日曜6:00 - 6:45に全49回がアンコール放送された。

## 関連商品

### 書籍
- 太平記 - 日本放送出版協会（絶版）
- 太平記のふるさと―NHKドラマ紀行 - 日本放送出版協会 ISBN 978-4140088005

### CD
- NHK大河ドラマ「太平記」の音楽（オリジナル・サウンド・トラック） - ソニーミュージック（廃盤）

大河ドラマ各作品のテーマ曲をまとめた音源はそれまでにも発売されてはいたが、シリーズ全体としてではなく1本の単独ドラマの音楽集で、しかも劇中曲を含めたCDの発売は本作品が初めてである。劇中曲はドラマで用いた音源をそのまま使っているのではなく、音楽を担当した三枝成彰がドラマ前半で作成した主要な曲を自身の手で組曲風に再構成した上で、オーケストラアレンジされたものが収録されている。演奏もテーマ曲を含め、NHK交響楽団ではなく大友直人指揮の東京交響楽団が担当。CDの解説文は脚本を担当した池端俊策が手がけている。
- NHK大河ドラマ主題曲集『花の生涯』から『秀吉』まで - ポリドール

### VHS
- 太平記 総集編 - アミューズ・ビデオ

### DVD
- 太平記 完全版 第壱集 - ジェネオンエンタテインメント株式会社
- 太平記 完全版 第弐集 - ジェネオンエンタテインメント株式会社
- 太平記 総集編 - アミューズソフトエンタテインメント株式会社

※「太平記のふるさと」は未収録

## ゲーム

### PCエンジン版
KSS製作NHKエンタープライズより1992年1月31日に発売された。機種はPCエンジン。
同ソフトの発売される前年に、インテックより同機種で『太平記』が発売されている関係上、『NHK大河ドラマ 太平記』というタイトルになっている。

#### 概要
戦略シミュレーションゲームで、各城に割り当てられた石高を使い徴兵。1部隊最高500まで集められ100人に付き1回の戦闘での攻撃回数が決まる。敵のいる城へ移動し合戦、最後は両将の一騎打ちによりどちらかが戦死という具合に進み勝利条件を満たせば勝利。タイトル画面でⅡボタンを押して始めるとシナリオ2「南北朝の大乱」となる。両方のシナリオに連続性、関連性は無く登場する武将もシナリオ1で登場した武将はシナリオ2では出てこない。セレクトボタンを押しながら始めると2人同時プレイモードになる。
各武将には士気と軍略と言う数値があり、士気はそのまま騎馬隊の攻撃力になり長刀、弓は倍の数が攻撃力となり、各武将相手を一人討ち取られる毎に2増え、下記にある人物が討ち取られると味方陣営の士気が大きく増える。軍略は横に表示されている部隊のみにそのポイント分が追加され、相手の士気をおおいに上回ると直接攻撃をする際相性が悪くても有利に戦える。

##### シナリオと勝利条件
- 鎌倉幕府の滅亡

千早城の戦いの強制戦闘から始まり楠木正成か北条仲時のどちらかが必ず討ち取られる。1Pは倒幕軍を操作し、100日以内に長崎高資、長崎円喜、北条高時を含む14名を討ち取る。幕府軍(CP、2P)は楠木正成、足利尊氏を含む10名を討ち取るか100日以内に条件を満たせなかった場合勝利。
- 南北朝の大乱

1Pは南朝方を操作。250日以内に高師直、足利直義を含む42名を討ち取る。北朝方(CP、2P)は北畠顕家を含む22名を討ち取るか250日以内に条件を果たせなかった場合勝利。

###### 攻撃部隊
- 旗本

本陣にいる部隊。動かす事が出来ず、全滅すると負け。各部隊には相性があり、騎馬には弱いが長刀には強い。この部隊は数の調整は出来ず、編成終了後、石高横にある「○○騎」という数が自動的に徴集される。
- 長刀

1000石につき100人徴集。薙刀を持った歩兵部隊。どの地形、天気、時間でも性能が落ちず山地と草地でまとまっていると性能が上がる。騎馬に強く、旗本に弱い。
- 弓

2000石につき100人徴集。射程にいる敵部隊を遠隔攻撃できるが相手が隣接し攻撃を仕掛けられると何も出来ない。部隊を分散、もしくは雨だと攻撃力が下がる。守備本陣にいると籠城が出来る。
- 騎馬

3000石につき100人徴集。移動力が高く少数になると攻撃力がアップするが、夜には攻撃力が落ちかつ地形によっても攻撃力が変わる。旗本に強く、長刀に弱い。

### メガドライブ版
セガより1991年12月13日に発売されたシミュレーションRPG。主人公は足利の立場か新田・楠木の立場で戦う。